# Tambour et Soleil
Albums de La Souris déglinguée
Banzaï ! Granadaamok
Tambour et soleil est le huitième album de La Souris déglinguée. L’album est sorti le 9 octobre 1995 chez Musidisc. Ce disque présente un son plus calme, moins « rock » que ses prédécesseurs.
À l’exception de Romania 94 et de Vénales fiançailles toutes ses chansons ont rapport avec l’Asie, thème récurrent chez le groupe. Tambour et soleil sont les motifs du drapeau l'Union nationale karen, un groupe rebelle de Karens en lutte contre le pouvoir central en Birmanie (Tai-Luc porte un de leurs T-shirt sur la pochette).

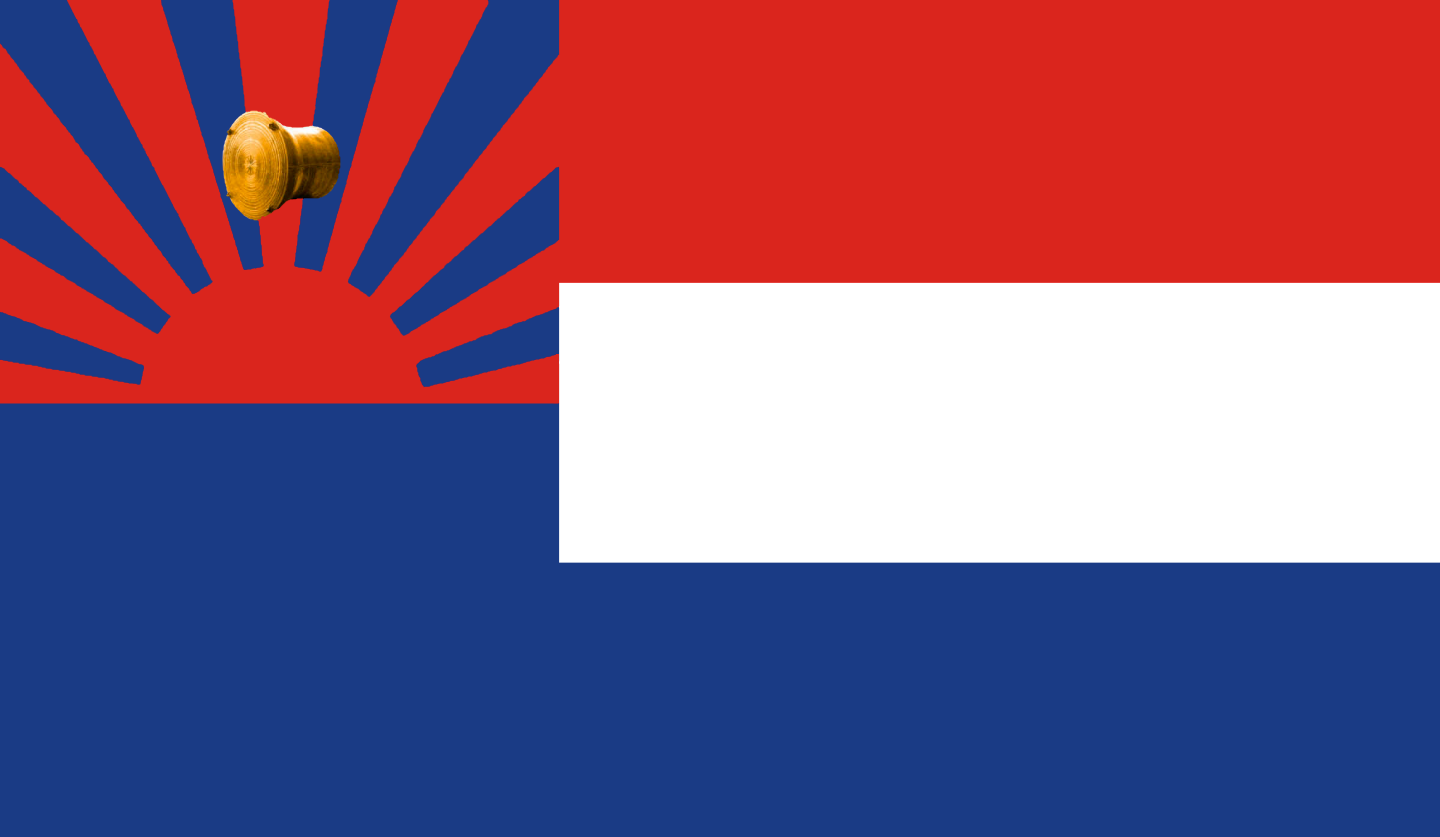
Rouge, blanc et bleu,
Tambour et soleil
Sont les couleurs de Kawthoolei.

Les titres Princesse de la rue, Brigitte B. cambodgienne et la version remixé de Tambour et soleil font office de singles pour cet album.
Lors d'une réédition de l'album en 2002 trois titres furent ajoutés en bonus : Bus numéro 47, Paris Montréal boogie et Princesses (remix intégrale Siam St. Denis). 

## Liste des titres
(avec durée et thème d'arrière-plan)
1. Saïgon - 3 min 13 s — le sort de Saïgon, devenue Hô Chi Minh-Ville après sa chute devant les Viet-Cong le 30 avril 1975
2. Soldat du Kuomintang - 4 min 53 s — les troupes du Kuomintang réfugiées en Birmanie après la victoire des communistes chinois en 1949
3. Vénales fiançailles (dieu créa la femme) - 5 min 53 s — la prostitution chinoise en France
4. Made in Japan (Roppongi blues) - 3 min 50 s — Roppongi est un quartier chaud de Tokyo
5. Demoiselle de Vientiane - 4 min 36 s — Vientiane, capitale du Laos, au début des années 1990
6. Princesse (de la rue de Sabaïland) - 4 min 55 s — le tourisme sexuel en Thaïlande (Patpong, Pattaya)
7. Cousins cousines - 2 min 34 s — les Vietnamiens installés aux États-Unis après 1975
8. Brigitte B. cambodgienne - 4 min 48 s — le génocide Khmer rouge (1975-1979)
9. Invisibles drapeaux - 4 min 25 s — la lutte des tibétains pour leur indépendance depuis 1959
10. Tambour et soleil - 3 min 12 s — la lutte des Karens birmans contre le Conseil d’État pour la restauration de la loi et de l’ordre
11. Perdue dans le RER - 4 min 00 s — une touriste japonaise assassinée
12. Romania 94 - 2 min 53 s
13. Cheval de fer II - 4 min 00 s — la guerre civile en Sibérie autour de 1920
14. Bus numéro 47 (bonus réédition)
15. Paris Montréal boogie (bonus réédition)
16. Princesses (remix intégrale Siam St. Denis) (bonus réédition)